# Міжплощинна вода
Вода міжплощинна (рос. вода межплоскостная, англ. interlayer water) — відміна адсорбційної води в мінералах, яка є типовою для силікатів шаруватої структури. Двомірний шар структури мінералу адсорбує воду своєю поверхнею. Внаслідок адсорбції води або її втрати ґратка мінералу розбухає або стискується, але не руйнується. Типовим прикладом мінералів з міжплощинною водою є монтморилоніт.